# Zimovina
Zimovina (Bulgaars: Зимовина) is een dorp in de Bulgaarse gemeente Stambolovo, oblast Chaskovo. Het dorp ligt hemelsbreed 26 km ten zuiden van Chaskovo en 221 km ten zuidoosten van Sofia.

## Bevolking
Op 31 december 2020 telde het dorp Zimovina 234 inwoners. Het aantal inwoners vertoont al jaren een dalende trend: in 1975 telde het dorp nog 564 inwoners.
| Bevolkingsontwikkeling tussen 1934 en 2020          |
| --------------------------------------------------- |
|                                                     |
| Bron: Nationaal Statistisch Instituut van Bulgarije |

In het dorp wonen nagenoeg uitsluitend etnische Turken. In de optionele volkstelling van 2011 identificeerden 218 van de 221 ondervraagden zichzelf als etnische Turken, oftewel 98,6%. 
| Etnische samenstelling van de respondenten (2011) | Etnische samenstelling van de respondenten (2011) | Etnische samenstelling van de respondenten (2011) | Etnische samenstelling van de respondenten (2011) | Etnische samenstelling van de respondenten (2011) |
| ------------------------------------------------- | ------------------------------------------------- | ------------------------------------------------- | ------------------------------------------------- | ------------------------------------------------- |
|                                                   |                                                   |                                                   |                                                   |                                                   |
| Bulgaren                                          | Bulgaren                                          |                                                   | 0,0%                                              | 0,0%                                              |
| Turken                                            | Turken                                            |                                                   | 98,6%                                             | 98,6%                                             |
| Roma                                              | Roma                                              |                                                   | 0,0%                                              | 0,0%                                              |
| Anders/Onbekend                                   | Anders/Onbekend                                   |                                                   | 1,4%                                              | 1,4%                                              |

Van de 237 inwoners die in februari 2011 werden geregistreerd, waren er 38 jonger dan 15 jaar oud (16%), gevolgd door 160 personen tussen de 15-64 jaar oud (67,5%) en 39 personen van 65 jaar of ouder (16,5%).